# Renick
Renick – wieś w Stanach Zjednoczonych, w stanie Missouri, w hrabstwie Randolph.